# Rivière la Rose
La rivière la Rose est un cours d'eau de Basse-Terre en Guadeloupe prenant sa source dans le parc national de la Guadeloupe et se jetant dans la mer des Caraïbes

## Géographie
Longue de 15,3 km, la rivière la Rose prend sa source à 900 m d'altitude sur les pentes orientales de la ligne de crêtes située entre le morne Incapable et la Matéliane (au niveau de la ravine Est du refuge de la Matéliane) sur le territoire de la commune de Goyave.
Elle est alimentée sur son parcours par la petite rivière de la Rose, la ravine Lagrange, la ravine Saint-Paul et la ravine Icaque. L'intégralité de son cours s'écoule sur le territoire de Goyave pour se jeter dans la mer des Caraïbes à l'Anse à Douville dans une zone de mangrove entre les lieux-dits de Douville et la Rose, près de la Pointe La Rose.